# Giorgi Arabidze
Giorgi Arabidze (Vani, 4 maart 1998) is een Georgisch voetballer die doorgaans speelt als vleugelspeler. In juli 2025 verliet hij Ulsan HD. Arabidze maakte in 2017 zijn debuut in het Georgisch voetbalelftal.

## Clubcarrière
Arabidze speelde vanaf zijn zevende in de jeugdopleiding van Lokomotivi Tbilisi. Bij deze club maakte hij ook zijn debuut na acht jaar in de jeugd doorgebracht te hebben. In twee seizoenen kwam de vleugelaanvaller tot eenentwintig competitietreffers in de hoofdmacht. Medio 2015 nam Sjachtar Donetsk de Georgiër over voor circa zeshonderdvijftigduizend euro. Bij de Oekraïense club speelde Arabidze achtereenvolgens twee, één en nul competitiewedstrijden per seizoen.
Na drie jaar in Donetsk verkaste hij naar Nacional, waar hij zijn handtekening zette onder een verbintenis voor de duur van vier seizoenen. Arabidze werd in de zomer van 2019 voor één seizoen gehuurd door Adanaspor. Rotor Volgograd was in januari 2021 de volgende club die de Georgiër op huurbasis overnam. Na een half seizoen keerde hij tijdelijk terug naar Georgië, waar Samtredia hem huurde. Arabidze keerde in januari 2022 definitief terug, toen hij voor vier jaar tekende bij Torpedo Koetaisi. In de zomer van 2024 verkaste Arabidze naar het Zuid-Koreaanse Ulsan HD.

## Clubstatistieken
| Seizoen | Club               | Competitie      | Competitie | Competitie | Beker | Beker | Internationaal | Internationaal | Totaal | Totaal |
| Seizoen | Club               | Competitie      | Wed.       | Dlp.       | Wed.  | Dlp.  | Wed.           | Dlp.           | Wed.   | Dlp.   |
| ------- | ------------------ | --------------- | ---------- | ---------- | ----- | ----- | -------------- | -------------- | ------ | ------ |
| 2013/14 | Lokomotivi Tbilisi | Erovnuli Liga 2 | 16         | 8          | 1     | 1     | —              | —              | 17     | 9      |
| 2014/15 | Lokomotivi Tbilisi | Erovnuli Liga 2 | 17         | 13         | 1     | 0     | —              | —              | 18     | 13     |
| 2015/16 | Sjachtar Donetsk   | Premjer Liha    | 2          | 0          | 1     | 0     | 0              | 0              | 3      | 0      |
| 2016/17 | Sjachtar Donetsk   | Premjer Liha    | 1          | 0          | 0     | 0     | 0              | 0              | 1      | 0      |
| 2017/18 | Sjachtar Donetsk   | Premjer Liha    | 0          | 0          | 0     | 0     | 0              | 0              | 0      | 0      |
| 2018/19 | Nacional           | Primeira Liga   | 10         | 0          | 1     | 1     | —              | —              | 11     | 1      |
| 2019/20 | → Adanaspor        | Süper Lig       | 6          | 1          | 1     | 1     | —              | —              | 7      | 2      |
| 2020/21 | Nacional           | Primeira Liga   | 0          | 0          | 0     | 0     | —              | —              | 0      | 0      |
| 2020/21 | → Rotor Volgograd  | Premjer-Liga    | 4          | 0          | 0     | 0     | —              | —              | 4      | 0      |
| 2021    | → Samtredia        | Erovnuli Liga   | 15         | 3          | 0     | 0     | —              | —              | 15     | 3      |
| 2022    | Torpedo Koetaisi   | Erovnuli Liga   | 29         | 5          | 4     | 0     | —              | —              | 33     | 5      |
| 2023    | Torpedo Koetaisi   | Erovnuli Liga   | 30         | 14         | 3     | 0     | —              | —              | 33     | 14     |
| 2024    | Torpedo Koetaisi   | Erovnuli Liga   | 14         | 5          | 0     | 0     | —              | —              | 14     | 5      |
| 2024    | Ulsan HD           | K League 1      | 7          | 2          | 1     | 0     | 5              | 0              | 13     | 2      |
| Totaal  | Totaal             | Totaal          | 151        | 51         | 13    | 3     | 5              | 0              | 169    | 54     |

Bijgewerkt op 1 juli 2025.

## Interlandcarrière
Arabidze maakte zijn debuut in het Georgisch voetbalelftal op 24 maart 2017, toen met 1–3 verloren werd van Servië. Nika Katsjarava opende de score, maar door doelpunten van Dušan Tadić, Aleksandar Mitrović en Mijat Gaćinović wonnen de Serviërs. Arabidze moest van bondscoach Vladimír Weiss als wisselspeler aan het duel beginnen en hij viel na zeventig minuten in voor Otar Kakabadze. Zijn eerste interlanddoelpunt maakte hij in zijn tweede interland, tegen Letland. Nadat Jano Ananidze en Giorgi Kvilitaia beiden tweemaal hadden gescoord, tekende Arabidze een minuut voor tijd voor de laatste treffer van het duel: 5–0.
| Interlands van Giorgi Arabidze voor Georgië | Interlands van Giorgi Arabidze voor Georgië | Interlands van Giorgi Arabidze voor Georgië | Interlands van Giorgi Arabidze voor Georgië | Interlands van Giorgi Arabidze voor Georgië | Interlands van Giorgi Arabidze voor Georgië | Interlands van Giorgi Arabidze voor Georgië |
| №                                           | Datum                                       | Wedstrijd                                   | Uitslag                                     | Competitie                                  | Goals                                       |                                             |
| Als speler bij Sjachtar Donetsk             | Als speler bij Sjachtar Donetsk             | Als speler bij Sjachtar Donetsk             | Als speler bij Sjachtar Donetsk             | Als speler bij Sjachtar Donetsk             | Als speler bij Sjachtar Donetsk             | Als speler bij Sjachtar Donetsk             |
| ------------------------------------------- | ------------------------------------------- | ------------------------------------------- | ------------------------------------------- | ------------------------------------------- | ------------------------------------------- | ------------------------------------------- |
| 1                                           | 24 maart 2017                               | Georgië – Servië                            | 1 – 3                                       | WK 2018 kwalificatie                        |                                             |                                             |
| 2                                           | 28 maart 2017                               | Georgië – Letland                           | 5 – 0                                       | Vriendschappelijk                           | 89'                                         |                                             |
| 3                                           | 7 juni 2017                                 | Georgië – Saint Kitts en Nevis              | 3 – 0                                       | Vriendschappelijk                           | 51' 73' (pen.)                              |                                             |
| 4                                           | 11 juni 2017                                | Moldavië – Georgië                          | 2 – 2                                       | WK 2018 kwalificatie                        |                                             |                                             |

Bijgewerkt op 1 juli 2025.